# Stochastyczna równoważność procesów
Zasugerowano, aby zintegrować ten artykuł z artykułem Proces stochastyczny. Nie opisano powodu propozycji integracji.
Mówimy, że procesy stochastyczne {\displaystyle X=(X_{t})_{t\in T}} i {\displaystyle Y=(Y_{t})_{t\in T}} są stochastycznie równoważne (lub, że {\displaystyle Y} jest modyfikacją {\displaystyle X}), gdy {\displaystyle \forall _{t}\in T} mamy:
{\displaystyle P(\{\omega \in \Omega \colon X_{t}(\omega )\neq Y_{t}(\omega )\})=0.}
Modyfikację {\displaystyle Y} procesu {\displaystyle X} nazywamy ciągłą, gdy dla każdego {\displaystyle \omega \in \Omega } trajektoria
{\displaystyle T\ni t\mapsto Y_{t}(\omega )}
jest ciągła.